# Rafael Reyes (voetballer)
Santiago Rafael Reyes (17 juli 1951) is een voormalig profvoetballer uit Colombia, die als verdediger onder meer speelde voor Deportes Tolima en Atlético Junior. Hij nam met het Colombiaans voetbalelftal deel aan de Olympische Spelen van 1972 in München, waar de ploeg in de voorronde werd uitgeschakeld na nederlagen tegen Polen en Oost-Duitsland, en een overwinning op Ghana.

## Erelijst
Atlético Junior
- Colombiaans landskampioen

1980